# Agathe Pembellot
Agathe Felicie Lélo Pembellot foi uma jurista que logrou ser a primeira mulher magistrada do Congo-Brazavile. Ocupou vários altos cargos no judiciário brazavile-congolês, tendo chegado até mesmo à suprema corte nacional.
Nascida em 1942 na cidade de Ponta Negra, ainda sob domínio colonial do Congo Francês, faleceu em 13 de outubro de 2016 na mesma cidade.

## Biografia
Agathe Pembellot nasceu em 21 de maio de 1942 em Ponta Negra, à época a principal cidade do Congo Francês. Ela é a segunda de uma família de nove filhos. Seus pais eram Anaclet Pembellot, um funcionário da companhia telefónica nacional, membro do clã principesco de Boulolo de Vista, e; Anna Bouiti, uma agricultora do clã Tchiali, e filha mais velha do seu clã.

### Formação acadêmica
Agathe Pembellot iniciou seus estudos na Escola das Meninas em Ponta Negra (gerida pela congregação religiosa das Filhas do Espírito Santo); concluiu esta etapa acadêmica em 1956. Iniciou seus estudos secundários no Liceu Victor Augagneur de Ponta Negra, sendo, em 1965, a primeira mulher brazavile-congolesa a formar-se neste estabelecimento. 
Após a conclusão do Liceu, consegue ser admitida no Centro Para o Ensino Superior em Brazavile (CESB; atual Universidade Marien Ngouabi). Titula-se, em 1967, em estudos jurídicos nesta instituição.
Acompanha seu marido para a França no final do terceiro ano de sua licenciatura. Se inscreveu para o quarto ano da faculdade de direito e ciências econômicas na Universidade Paris 1 Panthéon-Sorbonne. Licenciada em direito em 1969, em fevereiro de 1970 tomou o juramento como magistrada no Palácio da Justiça, e realizou sua formatura no Centro Nacional de Estudos Judiciários de Paris em abril de 1970. Ela então conclui um estágio no Tribunal de Instância Superior de Melun, onde estava particularmente interessada nos problemas da delinquência juvenil.

### Carreira profissional
Com seus estudos de pós-graduação concluídos, Agathe Pembellot voltou para o seu país, o Congo-Brazavile, a fim de mitigar o número ainda insuficiente quadros técnico-superiores da época.
Em 11 de março de 1973, no recinto do Palácio da Justiça, em Brazavile, é realizada a cerimônia em que recebe a toga do poder judiciário. Agathe Pembellot, então com a idade de 30 anos, toma posse tornando-se a primeira magistrada brazavile-congolesa.
Agathe Pembellot iniciou no poder judiciário brazavile-congolês no juizado de menores. A este respeito, em colaboração com os serviços sociais, leva a cabo projetos para solucionar os problemas da delinquência na infância. Ela também fez muitos trabalhos sobre a integração dos reclusos na sociedade civil.
Tornou-se a primeira mulher a ser admitida como membro da Suprema Corte do Congo, o mais alto órgão judicial, no ano de 1982.
A carreira de Agathe Pembellot deu-se inteiramente na capital política nacional, Brazavile. Ela se aposentou da carreira jurídica em 2007, trabalhando por um curto período como professora de direito na Escola Nacional de Administração e Judiciário (ENAM) da Universidade Marien Ngouabi.
Passou a residir na Ponta Negra na década de 2010.

#### Cargos ocupados
Ela ocupou os seguintes cargos de responsabilidade no serviço público brazavile-congolês:
- presidente do Tribunal de Menores em Brazavile;
- presidente do Tribunal de Grande Instância de Brazavile;
- presidente do Tribunal de Apelação de Brazavile, em 1976;
- membro da Suprema Corte do Congo, em 1982;
- assessor para a educação dos filhos com o ministro da justiça Dieudonné Kimbembé[8][9][10] (1944-2005) entre 1984 e 1989;
- presidente da Câmara social do Supremo Tribunal do Congo até 1993;
- inspector-geral adjunto dos Tribunais e serviços judiciários do Ministério da Justiça;
- alto-comissário na Escola nacional de administração e ouvidoria (ENAM), Brazavile.

Agathe Pembellot foi afiliada com as seguintes agências e/ou serviços:
- tesoureira da seção brazavile-congolesa do IDEF (Instituto internacional de direito de expressão e inspiração em francês);
- membro da FIFCJ (Federação internacional de mulheres de carreiras jurídicas) ;
- associação de Mulheres juristas do Congo (AFJC);
- presidente da Comissão nacional da infância.

## Vida pessoal
Agathe Pembellot foi casada com Augusto Mambou de 1968 até o ano de 2015, quando seu companheiro morre. Ela conheceu Mambou enquanto estudava direito no CESB. Mambou também era jurista, além de ex-vice-diretor nacional e ex-director regional das alfândegas e impostos especiais de consumo. Com seu companheiro, teve cinco filhos.

## Obras
Mambou-Pembellot, Agathe. "As provas dos crimes de bruxaria na frente de um tribunal penal congolês", Revista de direito e política, 1-2 (janeiro-março de 1985) : p. 124-128.